# Borussia Verein für Leibesübungen 1900 Mönchengladbach 1983-1984
Questa voce raccoglie le informazioni riguardanti il Borussia Verein für Leibesübungen 1900 Mönchengladbach nelle competizioni ufficiali della stagione 1983-1984.

## Stagione
Il Borussia Mönchengladbach trascorse gran parte del girone di andata della Bundesliga nelle posizioni a ridosso della vetta: ottenendo una sola sconfitta in tredici gare, i puledri poterono mantenere il contatto con la lotta al vertice e giungere al giro di boa al terzo posto, con due punti di svantaggio sullo Stoccarda capolista. Decisivo fu l'apporto di Michael Frontzeck, all'esordio da professionista, e di Hans-Jörg Criens, in grado di segnare diverse reti importanti entrando a partita iniziata.
Durante la tornata conclusiva la squadra ottenne sette vittorie consecutive, balzando al primo posto; in quel fragente avvenne l'annuncio della firma di Lothar Matthäus per il Bayern Monaco, che causò una serie di malumori nello spogliatoio e nella tifoseria. Accusato di tradimento dai sostenitori, Matthäus fornì una serie di prestazioni poco convincenti che pregiudicarono il rendimento della squadra, fallendo in particolare un rigore nell'incontro con l'Eintracht Francoforte della ventottesima e giocando un ruolo fondamentale nella sconfitta nello scontro diretto con l'Amburgo in programma nel turno seguente. Vincendo quattro delle ultime cinque gare restanti, i puledri conclusero in testa assieme allo Stoccarda e all'Amburgo, ma per via della peggior differenza reti furono classificati terzi.
I puledri arrivarono a giocarsi la coppa nazionale fino all'ultimo atto, eliminando in successione Fortuna Colonia, Arminia Bielefeld, Fürth, Hannover 96 e Werder Brema. Opposto al Bayern Monaco, il Borussia Mönchengladbach passò subito in vantaggio grazie al capocannoniere stagionale Frank Mill (20 reti complessive fra campionato e coppa), ma si fece raggiungere nei minuti conclusivi. Dato il permanere della situazione di parità dopo i tempi supplementari, si dovette ricorrere alla lotteria dei rigori dove Matthäus si distinse calciando alto il tiro di apertura alienandosi ulteriormente le simpatie dei tifosi: l'incontro si concluse con il risultato di 7-6 per i bavaresi.

## Maglie e sponsor
Lo sponsor tecnico per la stagione 1983-1984 è Puma, mentre lo sponsor ufficiale è erdgas.
| Manica sinistra · Manica sinistra · Maglietta · Maglietta · Manica destra · Manica destra · Pantaloncini · Pantaloncini · Calzettoni |

## Rosa
| N. |                           | Ruolo | Calciatore         |
| -- | ------------------------- | ----- | ------------------ |
|    | Germania Ovest (bandiera) | P     | Uwe Kamps          |
|    | Germania Ovest (bandiera) | P     | Ulrich Sude        |
|    | Germania Ovest (bandiera) | D     | Jürgen Becker      |
|    | Germania Ovest (bandiera) | D     | Ulrich Borowka     |
|    | Germania Ovest (bandiera) | D     | Hans-Günter Bruns  |
|    | Germania Ovest (bandiera) | D     | Hans-Georg Dreßen  |
|    | Germania Ovest (bandiera) | D     | Michael Frontzeck  |
|    | Germania Ovest (bandiera) | D     | Wilfried Hannes    |
|    | Norvegia (bandiera)       | D     | Kai-Erik Herlovsen |
|    | Austria (bandiera)        | D     | Bernd Krauss       |
|    | Germania Ovest (bandiera) | D     | Ingo Pickenäcker   |
|    | Germania Ovest (bandiera) | D     | Norbert Ringels    |

| N. |                           | Ruolo | Calciatore            |
| -- | ------------------------- | ----- | --------------------- |
|    | Germania Ovest (bandiera) | C     | Jürgen Fleer          |
|    | Germania Ovest (bandiera) | C     | Dieter Hecking        |
|    | Germania Ovest (bandiera) | C     | Christian Hochstätter |
|    | Germania Ovest (bandiera) | C     | Lothar Matthäus       |
|    | Germania Ovest (bandiera) | C     | Winfried Schäfer      |
|    | Germania Ovest (bandiera) | A     | Hans-Jörg Criens      |
|    | Germania Ovest (bandiera) | A     | Thomas Herbst         |
|    | Germania Ovest (bandiera) | A     | Ewald Lienen          |
|    | Germania Ovest (bandiera) | A     | Frank Mill            |
|    | Germania Ovest (bandiera) | A     | Kurt Pinkall          |
|    | Germania Ovest (bandiera) | A     | Uwe Rahn              |

## Calciomercato

### Sessione estiva
| Acquisti | Acquisti      | Acquisti               | Acquisti |
| R.       | Nome          | da                     | Modalità |
| -------- | ------------- | ---------------------- | -------- |
| D        | Bernd Krauss  | Rapid Vienna           |          |
| A        | Ewald Lienen  | Arminia Bielefeld      |          |
| A        | Thomas Herbst | Eintracht Braunschweig |          |

| Cessioni | Cessioni        | Cessioni          | Cessioni |
| R.       | Nome            | a                 | Modalità |
| -------- | --------------- | ----------------- | -------- |
| D        | Frank Schäffer  | Ludwigsburg       |          |
| C        | Bernd Schmider  | Offenburger       |          |
| C        | Armin Veh       | San Gallo         |          |
| C        | Stefan Born     | 1. FC Viersen     |          |
| C        | Andreas Brandts | VVV-Venlo         |          |
| A        | Siegfried Reich | Borussia Dortmund |          |

### Sessione invernale
| Acquisti | Acquisti | Acquisti | Acquisti |
| R.       | Nome     | da       | Modalità |
| -------- | -------- | -------- | -------- |

| Cessioni | Cessioni | Cessioni | Cessioni |
| R.       | Nome     | a        | Modalità |
| -------- | -------- | -------- | -------- |

## Risultati

### Bundesliga

#### Girone di andata
| Arbitro: | Roth |

|             |           |                |
| Pinkall 79’ | Marcatori | 41’ Eðvaldsson |

| Arbitro: | Tritschler |

|                                     |           |                                         |
| Michelberger 21’ Bein 23’, 28’, 38’ | Marcatori | 36’ Rahn 67’ (rig.) Matthäus 81’ Criens |

| Arbitro: | Brehm |

|                                   |           |            |
| Lienen 15’ Mill 55’ Frontzeck 76’ | Marcatori | 86’ Völler |

| Arbitro: | Ermer |

|                            |           |           |
| Worm 37’ Bruns 71’ Lux 81’ | Marcatori | 21’ Bruns |

| Arbitro: | Gabor |

|                                |           |  |
| Rahn 45’ Lienen 50’ Krauss 78’ | Marcatori |  |

| Arbitro: | Föckler |

|  |           |                                              |
|  | Marcatori | 63’, 87’ Lienen 66’ Mill 79’ (rig.) Matthäus |

| Stoccarda 17 settembre 1983, ore 15:30 CEST 7ª giornata | Stoccarda | 0 – 0 referto | Borussia M'gladbach | Neckarstadion (20 400 spett.)\| Arbitro: \| Gächter \| |
| Arbitro:                                                | Gächter   |               |                     |                                                        |

| Arbitro: | Schmidhuber |

|                                                |           |                             |
| Mill 14’ Hannes 25’ (rig.) Rahn 44’ Lienen 90’ | Marcatori | 10’ Hartmann 50’ Littbarski |

| Arbitro: | Neuner |

|                                                |           |  |
| Lerby 34’ Rummenigge 40’, 83’ (rig.) Kraus 73’ | Marcatori |  |

| Arbitro: | Osmers |

|                       |           |  |
| Matthäus 11’ Rahn 28’ | Marcatori |  |

| Arbitro: | Retzmann |

|           |           |          |
| Kroth 19’ | Marcatori | 54’ Rahn |

| Arbitro: | Walz |

|                                                 |           |  |
| Mill 21’ Lienen 67’ Hannes 81’ (rig.) Bruns 85’ | Marcatori |  |

| Arbitro: | Wiesel |

|  |           |                       |
|  | Marcatori | 71’ Mill 81’ Matthäus |

| Arbitro: | Dellwing |

|                         |           |                 |
| Mill 5’ Hochstätter 33’ | Marcatori | 80’ (rig.) Zorc |

| Arbitro: | Risse |

|            |           |            |
| Funkel 32’ | Marcatori | 76’ Criens |

| Arbitro: | Correll |

|                                 |           |         |
| Mill 1’ Frontzeck 51’ Bruns 85’ | Marcatori | 66’ Cha |

| Arbitro: | Huster |

|                     |           |                   |
| Ozaki 11’ Geils 90’ | Marcatori | 77’ Rahn 82’ Mill |

#### Girone di ritorno
| Arbitro: | Uhlig |

|                                                    |           |          |
| Eðvaldsson 6’ Bockenfeld 11’ Bommer 22’ Thiele 38’ | Marcatori | 73’ Rahn |

| Arbitro: | Niebergall |

|                                         |           |               |
| Hannes 10’ (rig.) Rahn 12’ Matthäus 52’ | Marcatori | 67’, 89’ Bein |

| Arbitro: | Brückner |

|                         |           |  |
| Neubarth 70’ Völler 80’ | Marcatori |  |

| Arbitro: | Michel |

|                                                             |           |                              |
| Mill 45’, 85’ Hannes 51’, 63’ (rig.) Rahn 68’ Frontzeck 87’ | Marcatori | 42’ Worm 77’ (rig.) Hollmann |

| Arbitro: | Roth |

|                       |           |                                    |
| Sebert 42’ Remark 69’ | Marcatori | 22’ (rig.) Bruns 72’, 89’ Matthäus |

| Arbitro: | Eschweiler |

|                                  |           |                              |
| Bruns 29’ Rahn 49’ Mill 75’, 81’ | Marcatori | 6’ Schreier 41’ (rig.) Woelk |

| Arbitro: | Heitmann |

|                    |           |  |
| Bruns 53’ Mill 76’ | Marcatori |  |

| Arbitro: | Huster |

|           |           |                       |
| Allofs 8’ | Marcatori | 50’ Matthäus 83’ Rahn |

| Arbitro: | Föckler |

|                          |           |  |
| Mill 79’, 88’ Criens 83’ | Marcatori |  |

| Arbitro: | Walz |

|           |           |                          |
| Trunk 56’ | Marcatori | 45’, 57’ Rahn 85’ Criens |

| Arbitro: | Werner |

|            |           |            |
| Lienen 89’ | Marcatori | 80’ Müller |

| Arbitro: | Schmidhuber |

|                                |           |          |
| Wuttke 65’ Schatzschneider 69’ | Marcatori | 22’ Mill |

| Arbitro: | Brückner |

|                                |           |                 |
| Mill 3’ Rahn 48’ Frontzeck 90’ | Marcatori | 68’, 85’ Allofs |

| Arbitro: | Osmers |

|                                                     |           |             |
| Răducanu 32’ (rig.) Klotz 74’ Wegmann 85’ Keser 89’ | Marcatori | 40’ Pinkall |

| Arbitro: | Wahmann |

|                                                                      |           |             |
| Mill 23’ Lienen 45’, 73’ Matthäus 47’, 76’ Borowka 78’ Frontzeck 87’ | Marcatori | 83’ Feilzer |

| Arbitro: | Uhlig |

|                      |           |                         |
| Herlovsen 77’ (aut.) | Marcatori | 30’ Hannes 84’ Matthäus |

| Arbitro: | Stäglich |

|                               |           |  |
| Mill 16’ Bruns 38’ Criens 78’ | Marcatori |  |

### Coppa di Germania
| Arbitro: | Heitmann |

|                             |           |                                    |
| Werres 44’ Hinterberger 48’ | Marcatori | 57’ Matthäus 78’ Hannes 87’ Criens |

| Arbitro: | Werner |

|                                       |           |  |
| Herlovsen 12’ Matthäus 65’ Krauss 90’ | Marcatori |  |

| Arbitro: | Kuhn |

|  |           |                                                                 |
|  | Marcatori | 31’, 75’ Bruns 32’ Criens 35’ Rahn 56’ Matthäus 84’ Hochstätter |

| Arbitro: | Gabor |

|  |           |          |
|  | Marcatori | 66’ Rahn |

| Arbitro: | Hontheim |

|                                                    |           |                                               |
| Matthäus 40’ Ringels 44’ Rahn 76’ Criens 90’, 107’ | Marcatori | 42’ Meier 77’ Möhlmann 80’ Sidka 82’ Reinders |

| Arbitro: | Roth |

|                                                                         |                      |                                                                  |
| Dremmler 82’                                                            | Marcatori            | 33’ Mill                                                         |
| Lerby Nachtweih Grobe Augenthaler Rummenigge Dremmler Martin Rummenigge | Tiri di rigore 7 – 6 | Matthäus Herlovsen Borowka Bruns Hannes Criens Frontzeck Ringels |

## Statistiche

### Statistiche di squadra
| Competizione      | Punti | In casa | In casa | In casa | In casa | In casa | In casa | In trasferta | In trasferta | In trasferta | In trasferta | In trasferta | In trasferta | Totale | Totale | Totale | Totale | Totale | Totale | DR  |
| Competizione      | Punti | G       | V       | N       | P       | Gf      | Gs      | G            | V            | N            | P            | Gf           | Gs           | G      | V      | N      | P      | Gf     | Gs     | DR  |
| ----------------- | ----- | ------- | ------- | ------- | ------- | ------- | ------- | ------------ | ------------ | ------------ | ------------ | ------------ | ------------ | ------ | ------ | ------ | ------ | ------ | ------ | --- |
| Bundesliga        | 48    | 17      | 15      | 2       | 0       | 54      | 16      | 17           | 6            | 4            | 7            | 27           | 32           | 34     | 21     | 6      | 7      | 81     | 48     | +33 |
| Coppa di Germania | -     | 2       | 2       | 0       | 0       | 8       | 4       | 4            | 3            | 1            | 0            | 11           | 3            | 6      | 5      | 1      | 0      | 19     | 7      | +12 |
| Totale            | 48    | 19      | 17      | 2       | 0       | 62      | 20      | 21           | 9            | 5            | 7            | 38           | 35           | 40     | 26     | 7      | 7      | 100    | 55     | +45 |

### Andamento in campionato
| Giornata  | 1  | 2  | 3 | 4  | 5 | 6 | 7 | 8 | 9 | 10 | 11 | 12 | 13 | 14 | 15 | 16 | 17 | 18 | 19 | 20 | 21 | 22 | 23 | 24 | 25 | 26 | 27 | 28 | 29 | 30 | 31 | 32 | 33 | 34 |
| --------- | -- | -- | - | -- | - | - | - | - | - | -- | -- | -- | -- | -- | -- | -- | -- | -- | -- | -- | -- | -- | -- | -- | -- | -- | -- | -- | -- | -- | -- | -- | -- | -- |
| Luogo     | C  | T  | C | T  | C | T | T | C | T | C  | T  | C  | T  | C  | T  | C  | T  | T  | C  | T  | C  | T  | C  | C  | T  | C  | T  | C  | T  | C  | T  | C  | T  | C  |
| Risultato | N  | P  | V | P  | V | V | N | V | P | V  | N  | V  | V  | V  | N  | V  | N  | P  | V  | P  | V  | V  | V  | V  | V  | V  | V  | N  | P  | V  | P  | V  | V  | V  |
| Posizione | 10 | 13 | 8 | 12 | 6 | 5 | 5 | 4 | 6 | 4  | 6  | 5  | 4  | 2  | 5  | 3  | 3  | 6  | 5  | 6  | 5  | 5  | 5  | 4  | 4  | 2  | 1  | 1  | 4  | 4  | 4  | 4  | 3  | 3  |

Legenda:

Luogo: C = Casa; T = Trasferta. Risultato: V = Vittoria; N = Pareggio; P = Sconfitta.

### Statistiche dei giocatori
| Giocatore      | Bundesliga | Bundesliga | Bundesliga  | Bundesliga | Coppa di Germania | Coppa di Germania | Coppa di Germania | Coppa di Germania | Totale   | Totale | Totale      | Totale     |
| Giocatore      | Presenze   | Reti       | Ammonizioni | Espulsioni | Presenze          | Reti              | Ammonizioni       | Espulsioni        | Presenze | Reti   | Ammonizioni | Espulsioni |
| -------------- | ---------- | ---------- | ----------- | ---------- | ----------------- | ----------------- | ----------------- | ----------------- | -------- | ------ | ----------- | ---------- |
| J. Becker      | 0          | 0          | 0           | 0          | 0                 | 0                 | 0                 | 0                 | 0        | 0      | 0           | 0          |
| U. Borowka     | 19         | 1          | 2           | 0          | 3                 | 0                 | 0                 | 0                 | 22       | 1      | 2           | 0          |
| H. Bruns       | 33         | 7          | 3           | 0          | 5                 | 2                 | 1                 | 0                 | 38       | 9      | 4           | 0          |
| H. Criens      | 29         | 5          | 1           | 0          | 5                 | 4                 | 0                 | 0                 | 34       | 9      | 1           | 0          |
| H. Dreßen      | 0          | 0          | 0           | 0          | 0                 | 0                 | 0                 | 0                 | 0        | 0      | 0           | 0          |
| J. Fleer       | 2          | 0          | 0           | 0          | 1                 | 0                 | 0                 | 0                 | 3        | 0      | 0           | 0          |
| M. Frontzeck   | 33         | 5          | 6           | 0          | 6                 | 0                 | 1                 | 0                 | 39       | 5      | 7           | 0          |
| W. Hannes      | 25         | 6          | 2           | 0          | 6                 | 1                 | 1                 | 0                 | 31       | 7      | 3           | 0          |
| D. Hecking     | 0          | 0          | 0           | 0          | 0                 | 0                 | 0                 | 0                 | 0        | 0      | 0           | 0          |
| T. Herbst      | 2          | 0          | 1           | 0          | 0                 | 0                 | 0                 | 0                 | 2        | 0      | 1           | 0          |
| K. Herlovsen   | 30         | 0          | 3           | 0          | 6                 | 1                 | 1                 | 0                 | 36       | 1      | 4           | 0          |
| C. Hochstätter | 7          | 1          | 0           | 0          | 2                 | 1                 | 0                 | 0                 | 9        | 2      | 0           | 0          |
| U. Kamps       | 2          | 0          | 0           | 0          | 0                 | 0                 | 0                 | 0                 | 2        | 0      | 0           | 0          |
| B. Krauss      | 31         | 1          | 4           | 0          | 3                 | 1                 | 0                 | 0                 | 34       | 2      | 4           | 0          |
| E. Lienen      | 34         | 9          | 1           | 0          | 6                 | 0                 | 0                 | 0                 | 40       | 9      | 1           | 0          |
| L. Matthäus    | 34         | 11         | 3           | 0          | 6                 | 4                 | 0                 | 0                 | 40       | 15     | 3           | 0          |
| F. Mill        | 32         | 19         | 5           | 0          | 6                 | 1                 | 0                 | 0                 | 38       | 20     | 5           | 0          |
| I. Pickenäcker | 0          | 0          | 0           | 0          | 0                 | 0                 | 0                 | 0                 | 0        | 0      | 0           | 0          |
| K. Pinkall     | 11         | 2          | 1           | 0          | 1                 | 0                 | 0                 | 0                 | 12       | 2      | 1           | 0          |
| U. Rahn        | 31         | 14         | 2           | 0          | 6                 | 3                 | 0                 | 0                 | 37       | 17     | 2           | 0          |
| N. Ringels     | 18         | 0          | 3           | 0          | 4                 | 1                 | 1                 | 0                 | 22       | 1      | 4           | 0          |
| W. Schäfer     | 28         | 0          | 1           | 0          | 5                 | 0                 | 0                 | 0                 | 33       | 0      | 1           | 0          |
| U. Sude        | 32         | 0          | 2           | 0          | 6                 | 0                 | 0                 | 0                 | 38       | 0      | 2           | 0          |